# جایزه اسطوره گرمی
جایزهٔ اسطورهٔ گرمی یا جایزهٔ افسانهٔ گرمی (به انگلیسی: Grammy Legend Award) که با نام‌های جایزهٔ اسطورهٔ زندهٔ گرمی نیز شناخته می‌شود، جایزه‌ای مخصوص است که توسط مراسم جایزهٔ گرمی به هنرمندانی داده می‌شود که تأثیر و نفوذ قابل توجهی بر صنعت موسیقی و ضبط داشته باشند. همچنین هنرمندی که نامزد این جایزه می‌شود باید در قید حیات باشد. تا به امروز ۱۴ هنرمند موسیقی و یک گروه موسیقی موفق به دریافت این جایزه شده‌اند.
جایزهٔ اسطورهٔ گرمی نخستین بار در سال ۱۹۹۰ میلادی به اندرو لوید وبر، لیزا مینلی، اسموکی رابینسون و ویلی نلسون اهدا شد. در سال ۱۹۹۱ میلادی، ۴ موسیقی‌دان دیگر این جایزه را دریافت کردند: آرتا فرانکلین، بیلی جوئل، جانی کش و کوئینسی جونز.
در سال ۱۹۹۲ باربارا استرایسند و در سال ۱۹۹۳ مایکل جکسون دریافت‌کنندگان این جایزه بودند.
پس از آن که جایزهٔ اسطورهٔ گرمی در سال ۱۹۹۴ به کورتیس مایفیلد و فرانک سیناترا اهدا شد، به مدت ۴ سال به کسی اهدا نشد و سپس در سال ۱۹۹۸ به لوچیانو پاواروتی، خوانندهٔ تِنور اُپرا اهدا شد. در سال بعد، التون جان برندهٔ این جایزه شد. در سال ۲۰۰۳ نیز گروه بی جیز این جایزه را بردند.

## مقدمه
مراسم جایزهٔ گرمی (یا در اصل: جایزهٔ گرامافون) از سال ۱۹۵۸ میلادی، توسط آکادمی ملی علوم و هنرهای ضبط به اهدای جایزه‌های گوناگون به برترین هنرمندان موسیقی سال می‌پردازد.
این مراسم معتبرترین مراسم در صنعت موسیقی و ضبط است و ارزش آن همانند جایزه اسکار در صنعت فیلم، جایزه امی در تلویزیون و جایزه تونی در تئاتر است.
مکان برگزاری این مراسم موسیقی در کشور آمریکا است. از مکان‌های معروف برگزاری می‌توان به سالن استیپلز سنتر، تالار موسیقی رادیو سیتی و مدیسن اسکوئر گاردن اشاره کرد.
در سال ۱۹۹۰ میلادی و ۳۲ سال بعد از اولین مراسم گرمی، جایزهٔ اسطوره (یا افسانه) که با نام جایزهٔ اسطورهٔ زنده (یا افسانهٔ زنده) نیز شناخته می‌شود، برای اولین بار اهدا شد. این جایزه آخرین بار در سال ۲۰۰۳ اهدا شد.

## دریافت‌کنندگان
| سال  | تصویر | دریافت‌کننده       | عمر        | ملیت                | توضیحات | منبع                                            |
| ---- | --- | ----------------- | ---------- | ------------------- | --- | ----------------------------------------------- |
| ۱۹۹۰ | An upperbody shot of a middle-aged man in a dark suit. | اندرو لوید وبر    | متولد ۱۹۴۸ | بریتانیا            | او برندهٔ ۷ جایزه تونی، ۳ جایزه گرمی، یک جایزه اسکار و یک جایزه گولدن گلوب شده‌است. لوید وبر در سال ۱۹۹۲ لقب شوالیه را از الیزابت دوم، ملکهٔ انگلستان و قلمروهای همسود دریافت کرد. | [ ۱ ] [ ۷ ]                                     |
| ۱۹۹۰ | A woman in a red dress, jacket and scarf smiles toward the camera. | لیزا مینلی        | متولد ۱۹۴۶ | ایالات متحده آمریکا | او جزء تعداد معدودی از هنرمندان است که برندهٔ حداقل یک جایزه از مراسم‌های اسکار، گرمی، تونی و امی شده‌است. | [ ۸ ] [ ۹ ] [ ۱۰ ] [ ۱۱ ]                       |
| ۱۹۹۰ | A man in a light-colored suit sings into a microphone | اسموکی رابینسون   | متولد ۱۹۴۰ | ایالات متحده آمریکا | | [ ۱ ]                                           |
| ۱۹۹۰ | An elderly man holds a guitar while in front of a microphone. He has white facial hair and wears a United States flag bandana.                                                                | ویلی نلسون        | متولد ۱۹۳۳ | ایالات متحده آمریکا | | [ ۱ ]                                           |
| ۱۹۹۱ | A woman stands on stage and sings into a microphone. She wears a blue dress and has a blue feather boa around her arms.                                                                       | آرتا فرانکلین     | متولد ۱۹۴۲ | ایالات متحده آمریکا | | [ ۱ ]                                           |
| ۱۹۹۱ | An upper body shot of a man wearing a shirt, suit and tie. He is balding and his smiling mouth is framed by a white goatee beard.                                                             | بیلی جوئل         | متولد ۱۹۴۹ | ایالات متحده آمریکا | | [ ۱ ]                                           |
| ۱۹۹۱ | alt6=A man with dark hair looks forlornly down to his left. He rests his chin between his thumb and finger.                                                                                   | جانی کش           | ۱۹۳۲–۲۰۰۳  | ایالات متحده آمریکا | | [ ۱ ]                                           |
| ۱۹۹۱ | A man in a blue jacket looks ahead. The balding male's dark sunglasses conceal his eyes. | کوئینسی جونز      | متولد ۱۹۳۳ | ایالات متحده آمریکا | | [ ۱ ]                                           |
| ۱۹۹۲ | A blond-haired woman looks down to the ground. She wears a white dress and a silver necklace.                                                                                                 | باربارا استرایسند | متولد ۱۹۴۲ | ایالات متحده آمریکا | | [ ۱ ]                                           |
| ۱۹۹۳ | US singer Michael Jackson on May 14, 1984, during a White House Ceremony to launch the Campaign against Drunk Driving.                                                                        | مایکل جکسون       | ۱۹۵۸–۲۰۰۹  | ایالات متحده آمریکا | مایکل جکسون از سن ۵ سالگی و به صنعت موسیقی وارد شد و به سرعت تبدیل به یک هنرمند موفق شد. او در طول ۴۶ سال فعالیت هنری و نیکوکارانه‌اش توانست بیش از هر هنرمند دیگری جایزه دریافت کند. کتاب رکوردهای جهانی گینس او را موفق‌ترین سرگرمی‌ساز و صحنه‌گران تاریخ می‌داند. فروش آثار وی تا سال ۲۰۰۶ بیش از ۷۵۰٬۰۰۰٬۰۰۰ نسخه بوده‌است. آلبوم تریلر او که در سال ۱۹۸۲ منتشر شد، پرفروش‌ترین آلبوم جهان است. لقب او «سلطان موسیقی پاپ» است. هنرمندان بی‌شماری همانند مدونا، بیانسه و لیدی گاگا تحت تأثیر سبک منحصربه‌فرد جکسون قرار گرفته‌اند. | [ ۱ ] [ ۱۲ ] [ ۱۳ ] [ ۱۴ ] [ ۱۵ ] [ ۱۶ ] [ ۱۷ ] |
| ۱۹۹۴ | Black and white picture of a man with a beard wearing a turtleneck and glasses. | کورتیس مایفیلد    | ۱۹۴۲–۱۹۹۹  | ایالات متحده آمریکا | | [ ۱ ]                                           |
| ۱۹۹۴ | A middle-aged man in a tuxedo sits and smiles into the distance. | فرانک سیناترا     | ۱۹۱۵–۱۹۹۸  | ایالات متحده آمریکا | | [ ۱ ]                                           |
| ۱۹۹۸ | A man in a dress coat and white shirt opens his mouth, which is framed by dark facial hair.                                                                                                   | لوچیانو پاواروتی  | ۱۹۳۵–۲۰۰۷  | ایتالیا             | | [ ۱ ]                                           |
| ۱۹۹۹ | A blond-haired middle-aged man stands with his arms open and fists clenched. He wears a dark suit and red shirt. He also sports a cross pendant around his neck, and wears purple sunglasses. | التون جان         | متولد ۱۹۴۷ | بریتانیا            | | [ ۱ ]                                           |
| ۲۰۰۳ | The Bee Gees | بی جیز            | —          | بریتانیا            | یک گروه موسیقی سبک پاپ/راک بریتانیایی/استرالیایی است که در سال ۱۹۵۸ توسط برادران گیب با نام‌های بَری، رابین و موریس تشکیل شد و فعالیتشان تا مرگ موریس در سال ۲۰۰۳ ادامه داشت. در سال ۲۰۰۹ بری و رابین فعالیت مجدد گروه را آغاز کردند که تاکنون نیز ادامه دارد. فروش آثار این گروه تا به امروز بیش از ۲۰۰ میلیون در سراسر جهان بوده‌است. هیچ گروه موسیقی‌ای در ده‌های ۶۰، ۷۰، ۸۰ و ۹۰ میلادی به اندازه بی جیز نتوانسته‌است مخاطبان گوناگونی را به خود جذب کند. گروه بی جیز موفق‌ترین گروه متشکل از برادان در موسیقی است.            | [ ۱ ] [ ۱۸ ] [ ۱۹ ]                             |